# Rainer Bauböck
Rainer Bauböck (* 1953 en Ried im Innkreis) es un sociólogo, politólogo e investigador de migraciones austriaco.
Bauböck estudió sociología y psicología en la Universidad de Viena y se doctoró en 1977 en dicha universidad con la tesis: Política de vivienda en la Viena socialdemócrata de 1919 a 1934. Más tarde estudió ciencias políticas durante dos años como postgraduado en el Instituto de Estudios Avanzados de Viena y se habilitó en Innsbruck con una tesis sobre la ciudadanía transnacional. De 1986 a 1999 investigó y enseñó como profesor en el Instituto de Estudios Avanzados. Desde 2007 es profesor de ciencias políticas en el Instituto Universitario Europeo de Florencia.
Investiga sobre Teoría Política Normativa, estudios comparativos de la ciudadanía en las democracias, integración europea, migraciones, nacionalismos y derechos de las minorías.
Ha sido becario y profesor visitante en la Fundación Bellagio Rockefeller (2006), en la Universidad de Yale (2005), en la Universidad Pompeu Fabra de Barcelona (2003), en la Universidad de Bristol (2002), en la Universidad Centroeuropea de Budapest, en la Universidad de Malmö (2000/2001), en el Instituto de Estudios Avanzados de Princeton y en la Universidad de Princeton (1998/99) y en la Universidad de Warwick (1990/91). También ha enseñado regularmente en las universidades de Viena y Innsbruck.
Desde 2013 es miembro correspondiente de la Academia Austriaca de Ciencias. Es doctor honoris causa por la Universidad de Malmö.
Bauböck fue presidente de la Asociación Austriaca de Ciencia Política de 2003 a 2005. En 2006 recibió el Premio Europeo Latsis.

## Escritos
- Política de vivienda en la Viena socialdemócrata de 1919-1934, Editorial Neugebauer, Salzburgo 1979, ISBN 978-3853760246.
- con Patrik-Paul Volf: Wege zur Integration - Was man gegen Diskriminierung und Fremdenfeindlichkeit tun kann, Klagenfurt: Drava Verlag 2001, pdf Archivado el 21 de marzo de 2017 en Wayback Machine..
- con Maarten Vink: Configuraciones de la ciudadanía: análisis de las múltiples finalidades de los regímenes de ciudadanía en Europa. Estudios Europeos Contemporáneos, vol. 11, 2013, pp. 621-648.
- Ciudadanía transnacional. Membership and Rights in International Migration, Aldershot: Elgar 1994
- Migrantes temporales, ciudadanía parcial e hipermigración. Revista crítica de filosofía social y política internacional, vol. 14, 2011, pp. 665-693.
- con Thomas Feist: Transnacionalismo y diáspora. Conceptos, teorías y métodos; Amsterdam: Amsterdam University Press 2010.
- Ciudadanía de las partes interesadas y participación política transnacional: una evaluación normativa del voto externo. Fordham Law Review, Vol. 75, 2007, pp. 2393-2447.

## Enlaces web
- website at ÖAW
- Rainer Bauböck en el Instituto Universitario Europeo Archivado el 17 de julio de 2017 en Wayback Machine.
- Bibliografía relacionada con Rainer Bauböck en el catálogo de la Biblioteca Nacional de Alemania.

- Datos: Q28973704